# Hidetaka Nishiyama
Pour les articles homonymes, voir Nishiyama.
Hidetaka Nishiyama (né le 10 octobre 1928 - décédé le 7 novembre 2008) était un maître japonais-américain d'arts martiaux. Il était à la fois instructeur, auteur, dirigeant et pionnier. Il est un élève direct de Gichin Funakoshi, le fondateur du karaté Shotokan moderne.

## Son éducation et sa formation aux Arts Martiaux
Né à Tokyo le 10 octobre 1928, Senseï Nishiyama a commencé le karaté en 1943 sous la direction de Gichin Funakoshi. Deux ans après, il entre à l’université de Takushoku. Il devient membre de l’équipe de karaté universitaire et capitaine en 1949. Il cofonde la première fédération universitaire de karaté au Japon et en est élu président.
Diplômé en sciences économiques de l’Université Takushoku en 1951, il cofonde le Japan Karate Association (J.K.A). Il est élu au conseil d’administration.
En 1952, il est choisi parmi les 10 membres instructeurs qui représentent les arts du budo au Japon, pour le programme d’entraînement au combat du Strategic Air Command (SAC).
Le personnel du SAC a été formé au Kodokan en judo, karaté et aïkido.

## Son entrainement et son apport aux États-Unis
En 1953, le SAC invite Nishiyama pour une mission avec 10 membres du budo. Pendant trois mois, l’équipe visite les bases du SAC aux États-Unis pour y enseigner le karaté, le judo et l’aïkido. 
En 1960, Senseï Nishiyama a écrit un livre, The Art of Empty Hand Fighting (L’Art de la Main Vide), qui est considéré aujourd'hui comme une référence dans le domaine.

## Sa vie aux États-Unis
En juillet 1961, les étudiants en karaté du SAC et les membres de JKA résidant aux États-Unis invitent Nishiyama à visiter l’Amérique. Plus tard, il fonde la Fédération amateur américaine de Karaté (AAKF). 
En novembre 1961, Nishiyama organise, sous la direction de l’AAKF, le premier championnat national de karaté à Los Angeles, en Californie, où il a également établi son dojo.
En 1965, il organise un comité avec les principaux membres de la coopération japonaise de karaté. Cela a mené le Japon à organiser un premier tournoi de karaté contre les États-Unis. En raison de la participation de l’équipe du Japon, cet événement est devenu le premier véritable Championnat International de karaté.

## Son rôle pour le karaté au niveau international
En 1968, Hidetaka Nishiyama organise le premier championnat du monde à l’arène des sports de Los Angeles en même temps que les tournois commémoratifs olympiques accueillis par la Fédération de karaté du Mexique à Mexico. Une conférence a eu lieu pendant le tournoi qui a abouti à un accord pour former une Fédération internationale de karaté. Il organise son premier championnat du monde officiel à Tokyo. 
En 1970, il est président de la AAKF, président de la JKA et membre du comité olympique des États-Unis.
En 1973, il fonde l’Union pan-américaine de karaté (Panamerican Karate Union, PAKU) et est élu premier président exécutif et contribue à organiser le premier championnat de PAKU qui a lieu à Rio de Janeiro, au Brésil.
Par la suite, il devient le président exécutif de l'International Amateur Karate Federation (IAKF). L'IAKF tient son premier championnat du monde à Los Angeles en 1975.
En 1976, il est à l’origine de la formation du comité méditerranéen du championnat de karaté. Il organise la Fédération bolivienne de Karaté. Cette année-là, agissant au nom de l’IAKF, il soumet une demande au Comité international olympique (CIO) afin que ce dernier reconnaisse le karaté traditionnel en tant que discipline olympique. 
En 1979, en accord avec la loi publique américaine régissant les corps dirigeants des sports amateurs nationaux, la fédération de karaté amateur américaine succède à l’AAKF en tant qu’organisation d’utilité publique et à but non lucratif. Nishiyama en est élu président.
En 1981, il donne son appui à la formation de la confédération sud-américaine de karaté et à la confédération nord-américaine de karaté.
En 1985, l’IAKF change de nom pour devenir la Fédération internationale de karaté traditionnel (en) (ITKF) puisque le mot « karaté » est devenu un terme générique appliqué à une variété de sports de combat fondamentalement différents du karaté original, véritable art martial.  
En 1987, le CIO confirme officiellement que l’ITKF est le corps régissant du karaté traditionnel qui regroupe aujourd’hui près de cent pays.

## Sa réputation et sa reconnaissance au niveau international
La réputation de Senseï NISHIYAMA, avec sa supériorité technique et sa connaissance dans la discipline du Karaté Traditionnel a écarté l’éventualité de toute expertise.
Parmi ses anciens élèves : De nombreux experts tels que Robert Fusaro (USA), Włodzimierz Kwieciński (Pologne), Ibrahim El Marhomy (Égypte/France), Richard Jorgensen (Canada) et bien d'autres qui continuent à développer le Karaté Traditionnel dans le monde entier, des Instructeurs Nationaux et Internationaux et des célébrités. 
En France, il est représenté par le Sensei Ibrahim El Marhomy, septième Dan ITKF et directeur technique de la FKTAMAF.
Senseï NISHIYAMA a continué jusqu'à son décès en 2008 à enseigner dans son DOJO appelé "Central Dojo" à Los Angeles. Il organisait des conférences et des cours aux États-Unis et dans le monde entier. Il a produit également de nouveaux textes, des manuels, des cassettes vidéo et divers documents pour l’instruction du Karaté Traditionnel.
Le 3 novembre 2000, Senseï NISHIYAMA, Président de l’ITKF et Président de la Fédération Amateur Américaine de Karaté, a été recommandé par le gouvernement japonais pour la promotion mondiale de la culture japonaise en tant qu’Instructeur principal du Karaté Traditionnel.

### Les Honneurs
Pour la première fois dans l’histoire du karaté, un Maître reçoit une décoration par l’Empereur du Japon. Senseï Hidetaka Nishiyama, Chairman de l’ITKF, a reçu 'la plus haute distinction' du Japon l'Ordre du Trésor sacré, « Le Rayon d’Or avec rosette » qui lui a été remis par l’Empereur du Japon pour tous les services rendus et la promotion du karaté traditionnel dans le monde. Avec cette distinction, pour Senseï Nishiyama, le karaté traditionnel rentre dans les arts du budo japonais.
Pour honorer ses contributions, le Sénat américain a fait flotter le drapeau des États-Unis en son nom, à Washington, à l’occasion de son anniversaire.
Grâce au travail de H. Nishiyama, non seulement le Gouvernement américain, mais aussi les autres nations, reconnaissent maintenant les bénéfices et respectent le karaté traditionnel, encourageant son développement dans leurs nations respectives.
En octobre 2001, lors de la Coupe du Monde de Karaté en Pologne il a reçu par le Président de la République polonaise, Monsieur Aleksander Kwasniewski la médaille du Mérite.
Malgré de nombreuses heures de cours donnés et un calendrier de voyage chargé, il a continué à fermement poursuivre l'étude du système de formation technique du Karaté-do originel pour mieux intégrer ces concepts fondamentaux dans les méthodes modernes d'instruction.
L'année 2005 a marqué l’accomplissement de trois décennies de longues études. Il a dit : "À cet instant, je suis très fier d'avoir finalement achevé ce long projet de toute une vie et d’avoir la confiance que nous pouvons maintenant transmettre le vrai art du Karaté Traditionnel aux générations futures. Maintenant c'est à votre tour de relever les nouveaux défis et d’accepter les occasions offertes par ce corps de connaissance pour que le Karaté Traditionnel puisse continuer à grandir et à se développer afin d’être bénéfique à tous ceux qui lutte pour les niveaux de plus hautes compréhension tant sur le point de vue de l’esprit que sur le point de vue du corps."

## Ses publications
- Hidetaka Nishiyama et Richard C. Brown (1959). "Karate: The Art of "Empty Hand" Fighting. Tokyo: Charles E. Tuttle.  (ISBN 0-871-98512-8 et 978-0-871-98512-5) (cloth) --  (ISBN 0-804-81668-9 et 978-0-804-81668-7) (paper)
- Hidetaka Nishiyama (1989). Traditional Karate Coach's Manual. New York: International Traditional Karate Federation.